# 當扈
當扈，中國神話傳說中的鳥，為《山海經》中所記載。居於上申山，似雉，以鬚毛飛行，人食之則目不瞬。